# Sukanegara (Madang Suku II)
Sukanegara is een bestuurslaag in het regentschap Ogan Komering Ulu van de provincie Zuid-Sumatra, Indonesië. Sukanegara telt 2551 inwoners (volkstelling 2010).